# Насарауа
Насарауа е един от 36-те щата на Нигерия. Площта му е 26 256 квадратни километра, а населението – 2 523 400 души (по проекция за март 2016 г.). Създаден е на 1 октомври 1996 г. Щатът е разделен допълнително на 13 местни правителствени зони. Намира се в часова зона UCT+1.